# Aechmea ornata
Espèce
Classification phylogénétique
Synonymes
- Aechmea hystrix E.Morren
- Chevaliera ornata Gaudich.
- Echinostachys hystrix (E.Morren) Wittm.
- Pothuava ornata (Gaudich.) L.B.Sm. & W.J.Kress

Aechmea ornata est une espèce de plantes à fleurs de la famille des Bromeliaceae, endémique de la forêt atlantique (mata atlântica en portugais) au Brésil.

## Synonymes
- Aechmea hystrix E.Morren[1] ;
- Chevaliera ornata Gaudich.[1] ;
- Echinostachys hystrix (E.Morren) Wittm.[1] ;
- Pothuava ornata (Gaudich.) L.B.Sm. & W.J.Kress[1].

## Distribution
L'espèce est endémique du sud-est du Brésil, des États de Rio de Janeiro à celui de Santa Catarina.

## Description
L'espèce est épiphyte.